# Активное воображение
Активное воображение (Active imagination) — метод работы с бессознательными содержаниями (сновидениями, фантазиями и т. п.) с помощью просмотра образов в воображении, ведения диалогов и их вербализации.

## История
Суть метода впервые продемонстрирована Карлом Густавом Юнгом в статье «Трансцендентная функция», которая была написана в 1916 году, однако опубликована только в 1957 году. Публично метод впервые показан создателем аналитической психологии в 1928 году в книге «Отношения между эго и бессознательным» (§§341—373) и спустя год в предисловии к переводу китайского трактата «Тайна Золотого Цветка», выполненному Рихардом Вильгельмом; Юнг считал предисловие к трактату продолжением предыдущей книги. Помимо этого, суть активного воображения подробно объяснена в Тавистокских лекциях в 1935 году (§§390—414).

## Теоретическая основа
Название «активное воображение» подразумевает, что представляемые субъектом образы живут собственной жизнью, и символические события разворачиваются в соответствии с собственной логикой. Юнг считал, что если пациент просто сосредоточится на воображаемой картине, бессознательное начнёт порождать серию образов, складывающихся в сюжет. Для описания процесса используется такая аналогия, как видение.
Швейцарский психиатр настаивал на реальности возникающих образов в том смысле, насколько реален, например, зелёный цвет. Известно, что цвета не существуют сами по себе, за ними на самом деле скрываются электромагнитные волны определённой частоты. Так же за фантазийными образами стоят реальные психические процессы, выявить которые можно с помощью интерпретации. В то же время задача активного воображения заключается не столько в понимании личностью её бессознательных процессов, сколько в их переживании. Полное переживание возможно только тогда, когда индивид примет активное участие в воображаемых событиях.
По мысли создателя метода, терапевтический смысл последнего заключается в следующем. Пьер Жане в работе «Психологические методы лечения» (1919 год) создал теоретическую модель неврозов, опирающуюся на понятия силы и напряжения психической энергии. По этой модели астения, в частности, представлялась как недостаточность психологической силы, для её лечения предлагалось восстановить баланс доходов и расхода психической энергии. Однако Юнг считал, что вследствие закона сохранения энергии психическая энергия не может исчезать бесследно. Но вместе с тем баланс психической энергии может смещаться в сторону или сознания, или бессознательного. Позволяя бессознательным фантазиям прорываться на поверхность, можно тем самым переместить психоэнергетический баланс пациента в пользу сознания. На практике это выглядит как изменение сознательных установок индивида.
Воздействие на сознательные установки может быть достаточно глубоким. Подобного рода изменения Юнг назвал трансцендентной функцией, что понимается им как способность человеческой души к превращениям. Швейцарец усмотрел в этом параллели между психологией и алхимической философией.

## Отличия от аналогичных техник
По утверждению Марии-Луизы фон Франц, метод активного воображения входит в один ряд с такими европейскими техниками медитации, как аутогенная тренировка Иоганна Шульца (1932 год), «терапевтическая медитация» Карла Хаппиха (1932 год), «направленное фантазирование» Робера Дезуаля (1938 год), методы Харальда Шульца-Хенке и Фридриха Мауца.
Отличия юнговской методики заключаются в следующем. Юнг не предписывает пациенту конкретных упражнений на физическое расслабление, как в аутогенной тренировке. Активное воображение не заставляет пациента обращаться к набору выработанных аналитиком тематик, в отличие от метода Карла Хаппиха, задающего пациенту заранее заготовленный образ вроде «луга детства» или «горы». Наконец, Юнг предлагает менее активное руководство поведением пациента во время медитации со стороны психотерапевта, чем это предусмотрено в направленном фантазировании.

## Влияние
Метод активного воображения побудил французского исламоведа Анри Корбена к созданию концепции мира воображаемых форм (mundus imaginalis). Данную концепцию, выведенную из мусульманского теософского понятия Малакут, Корбен представлял себе как метафизическую основу для активного воображения. Впоследствии концепция mundus imaginalis была использована Джеймсом Хиллманом в качестве одной из фундаментальных основ архетипической психологии.
Также активное воображение стало отправной точкой для создания Ханскарлом Лёйнером метода символдрамы, хотя впоследствии символдрама стала использовать в качестве своей теоретической базы психоанализ.